# (11643) 1997 AM22
(11643) 1997 AM22 est un astéroïde de la ceinture principale d'astéroïdes découvert en 1997.

## Description
(11643) 1997 AM22 a été découvert le 8 janvier 1997 à la station de Xinglong, dans la province chinoise d'Hebei (Chine), par le Beijing Schmidt CCD Asteroid Program.

### Caractéristiques orbitales
L'orbite de cet astéroïde est caractérisée par un demi-grand axe de 2,45 UA, un périhélie de 1,81 UA, une excentricité de 0,26 et une inclinaison de 3,43° par rapport à l'écliptique. Du fait de ces caractéristiques, à savoir un demi-grand axe compris entre 2 et 3,2 UA et un périhélie supérieur à 1,666 UA, il est classé, selon la JPL Small-Body Database, comme objet de la ceinture principale d'astéroïdes.

### Caractéristiques physiques
(11643) 1997 AM22 a une magnitude absolue (H) de 14,3 et un albédo estimé à 0,169.